# Daniel Trzeciak
Daniel Trzeciak Duarte (Dom Feliciano, 4 de novembro de 1986), também conhecido como Daniel da TV, é um empresário, jornalista e político brasileiro filiado ao Partido da Social Democracia Brasileira (PSDB). Atualmente exerce seu segundo mandato de deputado federal pelo Rio Grande do Sul.

## Biografia
Nascido em Dom Feliciano no Rio Grande do Sul, Daniel se mudou aos dois anos para Pelotas. Se graduou em direito e jornalismo. Foi repórter da RBS TV Pelotas e da TV Pampa Sul (afiliadas da TV Globo e da RedeTV!, respectivamente).
Durante seu período como vereador em Pelotas, foi duramente criticado pelos colegas ao abrir mão de uma verba de R$ 21 mil reais para gastos com fotocópias, correios e telefone. Na tribuna da Câmara de Vereadores da cidade, Daniel defendeu a sua decisão usando o livro "Um País Sem Excelências e Mordomias", escrito pela jornalista brasileira radicada na Suécia Claudia Wallin.

### Deputado federal
Na eleição estadual de 2018, Daniel se elegeu deputado federal.
Em seu mandato na câmara, Daniel cronologicamente votou a favor da MP 867 (que segundo ambientalistas alteraria o Código Florestal anistiando desmatadores); a favor de criminalizar responsáveis por rompimento de barragens; a favor da PEC da Reforma da Previdência e contra excluir os professores nas regras da mesma; a favor da MP da Liberdade Econômica; contra Alteração no Fundo Eleitoral; contra aumento do Fundo Partidário; a favor de cobrança de bagagem por companhias aéreas; a favor do PL 3723 que regulamenta a prática de atiradores e caçadores; a favor do  "Pacote Anti-crime" de Sergio Moro; a favor do Novo Marco Legal do Saneamento; contra redução do Fundo Eleitoral; a favor da suspensão do mandato do deputado Wilson Santiago (PTB/PB), acusado de corrupção; a favor de ajuda financeira aos estados durante a pandemia de COVID-19; a favor do Contrato Verde e Amarelo; a favor da MP 910 (conhecida como MP da Grilagem); a favor da flexibilização de regras trabalhistas durante a pandemia; a favor do congelamento do salário dos servidores; contra a anistia da dívida das igrejas; a favor da convocação de uma Convenção Interamericana contra o Racismo; duas vezes a favor de destinar verbas do novo FUNDEB para escolas ligadas às igrejas; a favor da autonomia do Banco Central; contra a manutenção da prisão do deputado bolsonarista Daniel Silveira (PSL/RJ); contra a validação da PEC da Imunidade Parlamentar; a favor da PEC Emergencial (que trata do retorno do auxílio emergencial por mais três meses e com valor mais baixo); a favor que empresas possam comprar vacinas da COVID-19 sem doar ao SUS; a favor de classificar a educação como "serviço essencial" (possibilitando o retorno das aulas presenciais durante a pandemia) e a favor de acabar com o Licenciamento Ambiental para diversas atividades. Daniel esteve ausente na votação sobre a privatização da Eletrobras. Em 2022 se reelegeu como deputado federal, com 77.232 votos.

## Desempenho eleitoral
| Ano  | Eleição                       | Cargo            | Partido | Coligação                    | Suplentes                                             | Votos          | Resultado                                        |
| ---- | ----------------------------- | ---------------- | ------- | ---------------------------- | ----------------------------------------------------- | -------------- | ------------------------------------------------ |
| 2016 | Municipal de Pelotas          | Vereador         | PSDB    | PSDB / Solidariedade         | Vicente Amaral (PSDB), José Benemann (PSDB)           | 6.721 (3,76%)  | Eleito (a pessoa mais votada)                    |
| 2018 | Estadual do Rio Grande do Sul | Deputado Federal | PSDB    | PSDB / PTB / PP / PRB / REDE | Ronaldo Santini (PTB), Ronaldo Nogueira (PTB)         | 74.789 (1,36%) | Eleito (27ª pessoa mais votada, 8ª na coligação) |
| 2022 | Estadual do Rio Grande do Sul | Deputado Federal | PSDB    | Federação PSDB Cidadania     | Nelson Marchezan Júnior (PSDB), Marisol Santos (PSDB) | 77.232 (1,25%) | Eleito (27ª pessoa mais votada, 3ª na coligação) |